# Glamoč (samhälle)
Glamoč är ett samhälle i Bosnien och Hercegovina.   Det ligger i entiteten Federationen Bosnien och Hercegovina, i den sydöstra delen av landet, 50 km öster om huvudstaden Sarajevo. Glamoč ligger 431 meter över havet och antalet invånare är 246.
Terrängen runt Glamoč är huvudsakligen kuperad. Glamoč ligger nere i en dal.Närmaste större samhälle är Goražde, 2,6 km öster om Glamoč. 
I omgivningarna runt Glamoč växer i huvudsak lövfällande lövskog. Runt Glamoč är det ganska tätbefolkat, med 93 invånare per kvadratkilometer.